# Peter Li
Pour les articles homonymes, voir Li.
Peter Liesenborghs dit Peter Li, né en 1957 à Lusambo, dans l'actuelle République démocratique du Congo (à l'époque Congo belge), est un architecte, illustrateur, scénariste de bande dessinée et enseignant belge.

## Biographie
Peter Liesenborghs naît en 1957 à Lusambo.
Il est diplômé de l’École nationale supérieure des arts visuels de La Cambre à Bruxelles en 1982.
Puis, il exerce de 1982 à 1984 dans le cadre de la coopération au développement au Sahara pour le ministère de la construction algérien.
Ensuite, il travaille dans une agence d’architecture et de design d'espace à Bruxelles et il enseigne la perspective de 1988 à 1992 à l’ENSAV La Cambre, tout en réalisant illustrations et albums de bandes dessinées pour différents éditeurs.
Il aborde le monde de la bande dessinée en prenant le pseudonyme de Peter Li. C'est ainsi qu'en 1987, il lance la série Gaelle Santiag avec le scénariste Philippe Richelle dans l'hebdomadaire Tintin. Cette série compte neuf courts ou récits complets géants jusqu'en 1988.
En 1992, il s’installe à Bordeaux où depuis, en parallèle à son activité d’illustrateur, il enseigne le dessin et ce en compris leurs différents systèmes de représentation à l’École des beaux-arts de Bordeaux ainsi qu'à l’École de communication visuelle de Bordeaux (ECV Aquitaine), le characterdesign, de la « création d’univers »  pour les sections animation et jeux.
Il se passionne pour la 3D.
Il entame une collaboration avec l'historien Jean-Paul Midant qui utilise le nom de plume de Michel Danverre. Il réalise trois albums avec une mise en couleur de Annette Neve pour les Éditions du Lombard. Le premier épisode de la série Métropoles sort en librairie en 1989. Avec l'agence Métropoles, les chefs d'État européens disposent d'un service de renseignement d'un genre nouveau. Les investigations se déroulent d'abord à Rome, puis sur la piste d'un faux prêtre à Paris, dans le vignoble bordelais et enfin dans le zoo d'Anvers. C'est avec cette série qu'il fait son entrée dans Hello Bédé qui entame la prépublication du deuxième volet de ce triptyque intitulé Cherchez la femme en 1990. Le dernier opus Latitude Nord est publié en 1991.
L'année suivante, il réalise l'adaptation en bande dessinée de l'œuvre d'Edgar Wallace sur un scénario d'André-Paul Duchâteau. Cette série policière en deux albums paraît dans la collection « BDétectives » aux éditions Claude Lefrancq,. C'est sous son nom qu'il livre encore la bande dessinée de science-fiction Kick Vicious scénarisée par Thomas Mosdi dont un seul opus L'Affaire Harper Sanborn est publié aux éditions Soleil en 1999.
Comme illustrateur de livres jeunesse, on lui doit la série écrite par l'écrivaine anglaise Enid Blyton intitulée Malory School publiée dans la collection « Bibliothèque rose » des éditions Hachette Jeunesse. 

## Œuvres

### Illustrations de livres jeunesse

#### Malory School
Pour la série Malory School d'Enid Blyton
- Les Filles de Malory School, Hachette Jeunesse, coll. « Bibliothèque rose » no 1211, 1993  (ISBN 2-01-020208-2)
- Sauvetage à Malory School, Hachette Jeunesse, coll. « Bibliothèque rose » no 1212, 1993  (ISBN 2-01-020209-0)
- Un cheval à Malory School, Hachette Jeunesse, coll. « Bibliothèque rose » no 1213, 1993  (ISBN 2-01-020210-4)
- Folle soirée à Malory School, coll. « Bibliothèque rose » no 1214, 1993  (ISBN 2-01-020211-2)
- Du théâtre à Malory School, coll. « Bibliothèque rose » no 1215, 1993  (ISBN 2-01-020212-0)
- Adieu à Malory School, Hachette Jeunesse, coll. « Bibliothèque rose » no 1216, 1993 (ISBN 2070202139) édité erroné, Réédition en 1994.  (ISBN 2-01-020213-9)

### Albums de bande dessinée

#### Métropoles
- 1. Les Pierres de Rome, Le Lombard, Bruxelles, avril 1989
Scénario : Michel Danverre - Dessin : Peter Li - Couleurs : Annette Neve -  (ISBN 2803607441)
- 2. Cherchez la femme, Le Lombard, Bruxelles, avril 1990
Scénario : Michel Danverre - Dessin : Peter Li - Couleurs : Annette Neve -  (ISBN 2-8036-0809-X)
- 3. Latitude Nord, Le Lombard, Bruxelles, mai 1991
Scénario : Michel Danverre - Dessin : Peter Li - Couleurs : Annette Neve -  (ISBN 2-8036-0930-4)

#### Edgar Wallace
- 1. Le Serpent jaune, Claude Lefrancq, coll. « BDétectives », Bruxelles, 1992
Scénario : André-Paul Duchâteau - Dessin : Peter Li - Couleurs : Anyk - (ISBN 2-87153-084-X)
- 2. L'Archer Vert, Claude Lefrancq, coll. « BDétectives », Bruxelles, 1992
Scénario : André-Paul Duchâteau - Dessin : Peter Li - Couleurs : Catherine Lamquet - (ISBN 2-87153-196-X)

#### Kick Vicious
- 1. L'Affaire Harper Sanborn, Soleil, Toulon, septembre 1999
Scénario : Thomas Mosdi - Dessin : Peter Liesenborghs - Couleurs : Myriam -  (ISBN 2-87764-914-8)

#### Livres
: document utilisé comme source pour la rédaction de cet article.
- Jean-Louis Lechat, Un demi-siècle d’aventures t. 2 : 1970 - 1996, Bruxelles, Le Lombard, 5 décembre 1996, 224 p., ill. ; 31 cm (ISBN 280361233X, OCLC 37995939, BNF 37539082, présentation en ligne), p. 141, 149. .
- Philippe Mellot, Michel Denni, Laurent Turpin et Isabelle Morzadec, Trésors de la bande dessinée : BDM 2023-2024 - Catalogue encyclopédique et Argus, Paris, Les Arènes, novembre 2022, 23e éd., 1677 p., ill. ; 23 cm (ISBN 9791037507280, OCLC 1351462460, présentation en ligne), p. 429, 826, 707. .